# Romed Vieider
Romed Vieider (* 2. Jänner 1991 in Rum (Tirol)) ist ein ehemaliger österreichischer Basketballspieler. Er spielte für die Bundesligisten Kapfenberg Bulls, WBC Wels und BK Klosterneuburg.

## Laufbahn
Vieider entstammt der Kapfenberger Teamsportakademie und gab sein Debüt für die „Bulls“ in der Basketball-Bundesliga im Laufe der Saison 2007/08.
2009 wechselte er zum WBC Wels, für den er bis zum Ende der Spielzeit 2014/15 167 Bundesliga-Partien bestritt. Im Sommer 2015 folgte der Wechsel von Wels zum BK Klosterneuburg. Bei den „Dukes“ wurde er Mannschaftskapitän. Die Saison 2016/17 musste Vieider im Februar 2017 wegen eines Knorpelschadens im Knie vorzeitig beenden. Am 6. Juni 2017 gab Vieider bekannt, seine aktive Basketball-Bundesliga-Karriere nach 224 Bundesligaspielen aufgrund der zu Jahresbeginn festgestellten Knieverletzung zu beenden. Der Nationalspieler wechselte in das Management der Klosterneuburger.

### Nationalmannschaft
Vieider erreichte mit der U16-Nationalmannschaft 2006 das Halbfinale der B-EM und gewann mit der U20 im Sommer 2010 Gold bei der B-EM im eigenen Land. Weitere Turnierteilnahmen als Junior waren: U16-B-EM 2007, U18-B-EM 2008 und 2009 sowie U20-EM 2011.
2013 nahm er erstmals mit der A-Nationalmannschaft an der EM-Qualifikation teil.